# Steve Paikin
Steve Paikin (né en 1960 à Hamilton, Ontario) est un journaliste, producteur et écrivain canadien. Il est surtout connu en tant qu'animateur des émissions d'actualité Studio 2 et Diplomatic Immunity sur TVOntario.

## Biographie
Steve Paikin obtient à un baccalauréat de l'Université de Toronto et une maîtrise en téléjournalisme de l'Université de Boston. Il travaille d'abord en tant qu'annonceur de nouvelles et correspondant à Queen's Park pour la CBC de Toronto (CBLT) ; il anime également une émission d'actualité sur CBC Newsworld et travaille en tant que journaliste dans plusieurs médias privés, dont le Hamilton Spectator et la station de radio CHFI de Toronto.
En 1992 Paikin commence à travailler à TVOntario. Il anime la série politique Between the Lines et l'émission sur Queen's Park Fourth Reading jusqu'en 1994. Cette année-là, Paikin commence à co-animer l'émission Studio 2, d'abord aux côtés de Mary Hynes, puis de Paula Todd. En 1998 il devient animateur de l'émission Diplomatic Immunity, une émission commentant sur les affaires étrangères.
Au cours de l'élection fédérale canadienne de 2006, Paikin est le modérateur du débat télévisé des chefs en anglais le 9 janvier 2006.
Le 29 juin 2006, TVO met fin à Studio 2 et le remplace par une nouvelle émission, The Agenda, animé par Paikin seul et qui a débuté en ondes en septembre 2006.

## Documentaires
En plus de ses activités d'animateur et journalistiques, Paikin a produit un certain nombre de longs-métrages documentaires : Balkan Madness (1992), Return to the Warsaw Ghetto (1993), A Main Street Man (1996, une biographie du premier ministre ontarien Bill Davis), Teachers, Tories and Turmoil (1997, un documentaire sur les réformes controversées dans l'éducation du gouvernement de Mike Harris), et Chairman of the Board: The Life and Death of John Robarts (2001). En 1993, pour Return to the Warsaw Ghetto, Paikin remporte la Silver Screen Award au U.S. International Film and Video Festival ; il reçoit également des récompenses au Yorkton Film Festival en Saskatchewan et au Festival de films de Shanghai en Chine.

## Livres
Paikin est également l'auteur de trois livres sur les personnalités politiques canadiennes :
- The Life: The Seductive Call of Politics (Viking, 2001)  (ISBN 0-670-89223-8)
- The Dark Side: The Personal Price of a Political Life (Penguin Canada, 2003)  (ISBN 0-670-04328-1)
- Public Triumph, Private Tragedy: The Double Life of John P. Robarts (Viking Press, 2005)  (ISBN 067004329X)

## Source
- (en) Cet article est partiellement ou en totalité issu de l’article de Wikipédia en anglais intitulé « Steve Paikin » (voir la liste des auteurs).